# Tour de França de 2012
El Tour de França de 2012 és la 99a edició del Tour de França i es disputà entre el 30 de juny i el 22 de juliol de 2012, amb un recorregut de 3.496,9 km repartits entre 21 etapes. Aquesta era la 18a prova de l'UCI World Tour 2012.
La cursa fou guanyada pel britànic Bradley Wiggins (Team Sky), que es vestí amb el mallot groc en acabar la primera etapa de mitja muntanya, amb final a Planche des Belles Filles. Amb aquesta victòria es convertí en el primer britànic a guanyar la cursa. Wiggins succeeix l'australià Cadel Evans (BMC Racing Team), que finalment acabà setè de la classificació general. La segona posició en la classificació general fou pel company d'equip de Wiggins, el també britànic Christopher Froome, mentre que tercer acabà l'italià Vincenzo Nibali (Liquigas-Cannondale).
Peter Sagan (Liquigas-Cannondale), vencedor de tres etapes, fou el primer eslovac a guanyar la classificació per punts, mentre el francès Thomas Voeckler (Team Europcar) s'adjudicà la classificació de la muntanya. L'estatunidenc Tejay van Garderen (BMC Racing Team), cinquè a la general, guanyà la classificació dels joves, el RadioShack-Nissan la classificació per equips i el danès Chris Anker Sørensen (Team Saxo-Tinkoff) el premi de la combativitat.

## Recorregut
El 29 d'octubre de 2010 l'ASO anuncià que el Tour de França de 2012 començaria amb un pròleg el dissabte 30 de juny a Lieja. Aquesta serà la quarta vegada que el Tour de França comença a Bèlgica, després de les edicions de 1958, 1975 i 2004, que també començà a Lieja. El recorregut fou presentat el 18 d'octubre de 2011, després que pocs dies abans es fes públic per error al lloc web oficial del Tour de França.
El Tour comença amb un pròleg de 6,4 quilòmetres pels carrers de Lieja. Les dues següents etapes es disputen per carreteres belgues, sent la primera d'elles la més complicada, amb cinc cotes puntuables, en la darrera de les quals es troba l'arribada després de 2,5 km de pujada. En la tercera etapa s'entra a França, amb una etapa força accidentada, amb 6 cotes en els darrers 60 km i l'arribada, a Boulogne-sur-Mer, en una d'elles després de 700 metres a més de 7%. Les següents tres etapes són gairebé planes, pel lluïment dels esprintadors.
Les primeres etapes de mitja muntanya, per la serralada del Jura, arriben en la 7a i 8a etapa, primer amb final a La Planche des Belles Filles, el primer port de primera categoria d'aquesta edició i rampes molt dures en els poc menys de 6 km d'ascensió, i després amb una curta etapa, amb final a Suïssa, amb 4 ports de segona i un de primera en poc més de 100 km. Tot això abans de la primera contrarellotge llarga pels voltants de Besançon. Després de la jornada de descans, els ciclistes hauran d'afrontar les etapes alpines, primer en una etapa en què se supera la novetat del coll de Grand Colombier, el primer de categoria especial, i després amb l'etapa reina dels Alps, amb arribada a La Toussuire, previ pas pel coll de la Madeleine i de la Croix de Fer, ambdós de categoria especial i sols 14 km plans en els poc menys de 150 km de què consta l'etapa. Els Alps s'acomiaden amb una etapa de mitja muntanya, amb dos ports de primera en els primers 80 km, abans d'afrontar els darrers 140 km plans fins a Anonai.
El pas cap als Pirineus durà els ciclistes fins a la costa mediterrània, a Cap d'Agde, per tot seguit apropar-se, en una etapa de mitja muntanya a Foix. Una nova etapa plana precedirà el segon dia de descans, previ a les etapes d'alta muntanya pirinenca.
La 16a etapa ve marcada per l'encadenat Aubisque - Tourmalet - Aspin - Peyresourde, abans d'arribar a Banhèras de Luishon. L'endemà l'ascens al Port de Balès i l'arribada a l'estació de Peyragudes suposa l'últim contacte amb la muntanya. Una segona contrarellotge, de 53,5 km i amb final a Chartres, en la penúltima etapa suposa la darrera de les oportunitats per a moure la classificació general, abans de la festa final de l'arribada a l'Avinguda dels Camps Elisis de París.

## Equips participants
Al Tour de França, en tant que prova World Tour, hi prenen part els 18 equips ProTour. Quatre equips continentals professionals són convidats pels organitzadors el 6 d'abril de 2012: Cofidis, Team Europcar, Argos-Shimano i Saur-Sojasun.
| Núm.    | Codi | Equip               |
| ------- | ---- | ------------------- |
| 1-9     | BMC  | BMC Racing Team     |
| 11-19   | RNT  | RadioShack-Nissan   |
| 21-29   | EUC  | Team Europcar       |
| 31-39   | EUS  | Euskaltel–Euskadi   |
| 41-49   | LAM  | Lampre-ISD          |
| 51-59   | LIQ  | Liquigas-Cannondale |
| 61-69   | GRS  | Garmin-Sharp        |
| 71-79   | ALM  | AG2R La Mondiale    |
| 81-89   | COF  | Cofidis             |
| 91-99   | SAU  | Saur-Sojasun        |
| 101-109 | SKY  | Team Sky            |

| Núm.    | Codi | Equip                   |
| ------- | ---- | ----------------------- |
| 111-119 | LTB  | Lotto-Belisol           |
| 121-129 | VAC  | Vacansoleil-DCM         |
| 131-139 | KAT  | Team Katusha            |
| 141-149 | FDJ  | FDJ-BigMat              |
| 151-159 | RAB  | Rabobank ProTeam        |
| 161-169 | MOV  | Movistar Team           |
| 171-179 | STB  | Team Saxo-Tinkoff       |
| 181-189 | AST  | Astana Qazaqstan Team   |
| 191-199 | OPQ  | Omega Pharma-Quick Step |
| 201-209 | OGE  | Orica-GreenEDGE         |
| 211-219 | ARG  | Argos-Shimano           |

## Favorits i altres participants

### Favorits a la classificació general
Dos dels principals protagonistes de les darreres edicions del Tour de França no prenen part en aquesta edició: Alberto Contador, vencedor el 2007 i el 2009, i actualment suspès per dopatge, i Andy Schleck, declarat vencedor del Tour de França de 2010 després de la desqualificació de Contador, que patí una fractura al sacre en una caiguda patida durant la disputa del darrer Critèrium del Dauphiné.
En la seva absència els ciclistes considerats com a principals favorits són el britànic Bradley Wiggins i el vigent vencedor de la cursa, Cadel Evans, alhora que es poden citar en menor mesura Vincenzo Nibali i Robert Gesink.
Altres ciclistes que són anomenats a l'hora de pujar al podi final són Samuel Sánchez, Fränk Schleck, Christopher Horner, Jurgen van den Broeck, Ryder Hesjedal, Levi Leipheimer, Alejandro Valverde, Juan José Cobo i Denís Ménxov.

### Els esprintadors
Els principals candidats a guanyar el mallot verd són Mark Cavendish, vencedor de la classificació el 2011, José Joaquín Rojas, segon el 2011, Peter Sagan, André Greipel i Matthew Goss. Els altres principals esprintadors que prenen part al Tour de França són Óscar Freire, mallot verd el 2008, Alessandro Petacchi, vencedor el 2010, Iauhèn Hutaròvitx i Tyler Farrar.

### Participants dels Països Catalans
- Joan Horrach (Team Katusha)
- Rubén Plaza (Team Movistar)
- Rafael Valls (Vacansoleil-DCM)

## Etapes
| Etapa     | Data               | Ciutats d'etapa                                      | Tipus                     | Tipus                   | km                 | Vencedor de l'etapa               | Líder de la general     |
| --------- | ------------------ | ---------------------------------------------------- | ------------------------- | ----------------------- | ------------------ | --------------------------------- | ----------------------- |
| Pròleg    | dis. 30 de juny    | Lieja (BEL) – Lieja (BEL)                            | contrarellotge individual | CRI                     | 6,4                | Fabian Cancellara (SUI)           | Fabian Cancellara (SUI) |
| 1a etapa  | dium. 1 de juliol  | Lieja (BEL) – Seraing (BEL)                          | Etapa plana               | Etapa plana             | 198                | Peter Sagan (SVK)                 | Fabian Cancellara (SUI) |
| 2a etapa  | dil. 2 de juliol   | Visé (BEL) – Tournai (BEL)                           | Etapa plana               | Etapa plana             | 207,5              | Mark Cavendish (GBR)              | Fabian Cancellara (SUI) |
| 3a etapa  | dim. 3 de juliol   | Orchies – Boulogne-sur-Mer                           | Etapa accidentada         | Etapa accidentada       | 197                | Peter Sagan (SVK)                 | Fabian Cancellara (SUI) |
| 4a etapa  | dimc. 4 de juliol  | Abbeville – Rouen                                    | Etapa plana               | Etapa plana             | 214,5              | André Greipel (GER)               | Fabian Cancellara (SUI) |
| 5a etapa  | dij. 5 de juliol   | Rouen – Saint-Quentin                                | Etapa plana               | Etapa plana             | 196,5              | André Greipel (GER)               | Fabian Cancellara (SUI) |
| 6a etapa  | div. 6 de juliol   | Épernay – Metz                                       | Etapa plana               | Etapa plana             | 207,5              | Peter Sagan (SVK)                 | Fabian Cancellara (SUI) |
| 7a etapa  | dis. 7 de juliol   | Tomblaine – Planche des Belles Filles                | Etapa de mitja muntanya   | Etapa de mitja muntanya | 199                | Chris Froome (GBR)                | Bradley Wiggins (GBR)   |
| 8a etapa  | diu. 8 de juliol   | Belfort – Porrentruy (SUI)                           | Etapa de mitja muntanya   | Etapa de mitja muntanya | 157,5              | Thibaut Pinot (FRA)               | Bradley Wiggins (GBR)   |
| 9a etapa  | dil. 9 de juliol   | Arc-et-Senans – Besançon                             | contrarellotge individual | CRI                     | 41,5               | Bradley Wiggins (GBR)             | Bradley Wiggins (GBR)   |
|           | dim. 10 de juliol  | (etapa de descans)                                   | (etapa de descans)        | (etapa de descans)      | (etapa de descans) | (etapa de descans)                | (etapa de descans)      |
| 10a etapa | dimc. 11 de juliol | Mâcon – Bellegarde-sur-Valserine                     | Etapa de muntanya         | Etapa de muntanya       | 194,5              | Thomas Voeckler (FRA)             | Bradley Wiggins (GBR)   |
| 11a etapa | dij. 12 de juliol  | Albertville – Fontcouverte-la-Toussuire-Les Sybelles | Etapa de muntanya         | Etapa de muntanya       | 148                | Pierre Rolland (FRA)              | Bradley Wiggins (GBR)   |
| 12a etapa | div. 13 de juliol  | Saint-Jean-de-Maurienne – Anonai-Davézieux           | Etapa de mitja muntanya   | Etapa de mitja muntanya | 226                | David Millar (GBR)                | Bradley Wiggins (GBR)   |
| 13a etapa | dis. 14 de juliol  | Sent Paul de Tricastin – Cap d'Agde                  | Etapa plana               | Etapa plana             | 217                | André Greipel (GER)               | Bradley Wiggins (GBR)   |
| 14a etapa | diu. 15 de juliol  | Limós – Foix                                         | Etapa de muntanya         | Etapa de muntanya       | 191                | Luis León Sánchez Gil (ESP)       | Bradley Wiggins (GBR)   |
| 15a etapa | dil. 16 de juliol  | Samatan – Pau                                        | Etapa de mitja muntanya   | Etapa de mitja muntanya | 158,5              | Pierrick Fédrigo (FRA)            | Bradley Wiggins (GBR)   |
|           | dim. 17 de juliol  | (etapa de descans)                                   | (etapa de descans)        | (etapa de descans)      | (etapa de descans) | (etapa de descans)                | (etapa de descans)      |
| 16a etapa | dimc. 18 de juliol | Pau – Banhèras de Luishon                            | Etapa de muntanya         | Etapa de muntanya       | 197                | Thomas Voeckler (FRA)             | Bradley Wiggins (GBR)   |
| 17a etapa | dij. 19 de juliol  | Banhèras de Luishon – Peyragudes                     | Etapa de muntanya         | Etapa de muntanya       | 143,5              | Alejandro Valverde Belmonte (ESP) | Bradley Wiggins (GBR)   |
| 18a etapa | div. 20 de juliol  | Blanhac – Briva la Galharda                          | Etapa plana               | Etapa plana             | 222,5              | Mark Cavendish (GBR)              | Bradley Wiggins (GBR)   |
| 19a etapa | dis. 21 de juliol  | Bonneval – Chartres                                  | contrarellotge individual | CRI                     | 53,5               | Bradley Wiggins (GBR)             | Bradley Wiggins (GBR)   |
| 20a etapa | diu. 22 de juliol  | Rambouillet – París-Camps Elisis                     | Etapa plana               | Etapa plana             | 120                | Mark Cavendish (GBR)              | Bradley Wiggins (GBR)   |

## Classificacions finals

### Classificació general
|    | Ciclista                    | Equip                 | Temps       |
| -- | --------------------------- | --------------------- | ----------- |
| 1  | Bradley Wiggins (GBR)       | Team Sky              | 87h 35' 54" |
| 2  | Chris Froome (GBR)          | Team Sky              | + 3' 21"    |
| 3  | Vincenzo Nibali (ITA)       | Liquigas-Cannondale   | + 6' 19"    |
| 4  | Jurgen van den Broeck (BEL) | Lotto-Belisol         | + 10' 15"   |
| 5  | Tejay van Garderen (USA)    | BMC Racing Team       | + 11' 04"   |
| 6  | Haimar Zubeldia (ESP)       | RadioShack-Nissan     | + 15' 43"   |
| 7  | Cadel Evans (AUS)           | BMC Racing Team       | + 15' 51"   |
| 8  | Pierre Rolland (FRA)        | Team Europcar         | + 16' 31"   |
| 9  | Janez Brajkovič (SVN)       | Astana Qazaqstan Team | + 16' 38"   |
| 10 | Thibaut Pinot (FRA)         | FDJ-BigMat            | + 17' 17"   |

### Classificacions secundàries
|    | Ciclista                   | Equip               | Punts |
| -- | -------------------------- | ------------------- | ----- |
| 1  | Peter Sagan (SVK)          | Liquigas-Cannondale | 421   |
| 2  | André Greipel (GER)        | Lotto-Belisol       | 280   |
| 3  | Matthew Goss (AUS)         | Orica-GreenEDGE     | 268   |
| 4  | Mark Cavendish (GBR)       | Team Sky            | 220   |
| 5  | Edvald Boasson Hagen (NOR) | Team Sky            | 160   |
| 6  | Bradley Wiggins (GBR)      | Team Sky            | 144   |
| 7  | Chris Froome (GBR)         | Team Sky            | 126   |
| 8  | Luis León Sánchez (ESP)    | Rabobank ProTeam    | 104   |
| 9  | Juan José Haedo (ARG)      | Team Saxo-Tinkoff   | 102   |
| 10 | Cadel Evans (AUS)          | BMC Racing Team     | 100   |

|    | Ciclista                   | Equip                 | Punts |
| -- | -------------------------- | --------------------- | ----- |
| 1  | Thomas Voeckler (FRA)      | Team Europcar         | 135   |
| 2  | Fredrik Kessiakoff (SWE)   | Astana Qazaqstan Team | 123   |
| 3  | Chris Anker Sørensen (DEN) | Team Saxo-Tinkoff     | 77    |
| 4  | Pierre Rolland (FRA)       | Team Europcar         | 63    |
| 5  | Alejandro Valverde (ESP)   | Movistar Team         | 51    |
| 6  | Chris Froome (GBR)         | Team Sky              | 48    |
| 7  | Egoi Martínez (ESP)        | Euskaltel–Euskadi     | 43    |
| 8  | Thibaut Pinot (FRA)        | FDJ-BigMat            | 40    |
| 9  | Brice Feillu (FRA)         | Saur-Sojasun          | 38    |
| 10 | Daniel Martin (IRL)        | Garmin-Sharp          | 34    |

|    | Ciclista                   | Equip               | Temps        |
| -- | -------------------------- | ------------------- | ------------ |
| 1  | Tejay van Garderen (USA)   | BMC Racing Team     | 87h 45′ 46″  |
| 2  | Thibaut Pinot (FRA)        | FDJ-BigMat          | + 6' 13″     |
| 3  | Steven Kruijswijk (NED)    | Rabobank ProTeam    | + 1h 05' 48″ |
| 4  | Rein Taaramäe (EST)        | Cofidis             | + 1h 16' 32″ |
| 5  | Gorka Izagirre (ESP)       | Euskaltel–Euskadi   | + 1h 20' 40″ |
| 6  | Rafael Valls (ESP)         | Vacansoleil-DCM     | + 1h 26' 37″ |
| 7  | Peter Sagan (SVK)          | Liquigas-Cannondale | + 1h 27' 42″ |
| 8  | Dominik Nerz (GER)         | Liquigas-Cannondale | + 1h 31' 08″ |
| 9  | Edvald Boasson Hagen (NOR) | Team Sky            | + 1h 41' 39″ |
| 10 | Davide Malacarne (ITA)     | Team Europcar       | + 1h 46' 06″ |

| Pos. | Equip                 | Temps        |
| ---- | --------------------- | ------------ |
| 1    | RadioShack-Nissan     | 263h 12' 01″ |
| 2    | Team Sky              | + 5' 54″     |
| 3    | BMC Racing Team       | + 36' 36″    |
| 4    | Astana Qazaqstan Team | + 43' 35″    |
| 5    | Liquigas-Cannondale   | + 1h 04' 58″ |
| 6    | Movistar Team         | + 1h 08' 19″ |
| 7    | Team Europcar         | + 1h 08' 54" |
| 8    | Team Katusha          | + 1h 12' 49″ |
| 9    | FDJ-BigMat            | + 1h 19' 28″ |
| 10   | AG2R La Mondiale      | + 1h 41' 18″ |

## Evolució de les classificacions
| Etapa | Vencedor           | Classificació general | Classificació per punts | Classificació de la muntanya | Classificació dels joves | Classificació per equips | Premi de la combativitat |
| ----- | ------------------ | --------------------- | ----------------------- | ---------------------------- | ------------------------ | ------------------------ | ------------------------ |
| P.    | Fabian Cancellara  | Fabian Cancellara     | Fabian Cancellara       | No atorgat                   | Tejay van Garderen       | Team Sky                 | No atorgat               |
| 1     | Peter Sagan        | Fabian Cancellara     | Fabian Cancellara       | Michael Mørkøv               | Tejay van Garderen       | Team Sky                 | Nicolas Edet             |
| 2     | Mark Cavendish     | Fabian Cancellara     | Peter Sagan             | Michael Mørkøv               | Tejay van Garderen       | Team Sky                 | Anthony Roux             |
| 3     | Peter Sagan        | Fabian Cancellara     | Peter Sagan             | Michael Mørkøv               | Tejay van Garderen       | Team Sky                 | Michael Mørkøv           |
| 4     | André Greipel      | Fabian Cancellara     | Peter Sagan             | Michael Mørkøv               | Tejay van Garderen       | Team Sky                 | Yukiya Arashiro          |
| 5     | André Greipel      | Fabian Cancellara     | Peter Sagan             | Michael Mørkøv               | Tejay van Garderen       | Team Sky                 | Matthieu Ladagnous       |
| 6     | Peter Sagan        | Fabian Cancellara     | Peter Sagan             | Michael Mørkøv               | Tejay van Garderen       | Team Sky                 | David Zabriskie          |
| 7     | Chris Froome       | Bradley Wiggins       | Peter Sagan             | Chris Froome                 | Rein Taaramae            | Team Sky                 | Luis León Sánchez        |
| 8     | Thibaut Pinot      | Bradley Wiggins       | Peter Sagan             | Fredrik Kessiakoff           | Rein Taaramae            | RadioShack-Nissan        | Fredrik Kessiakoff       |
| 9     | Bradley Wiggins    | Bradley Wiggins       | Peter Sagan             | Fredrik Kessiakoff           | Tejay van Garderen       | RadioShack-Nissan        | No atorgat               |
| 10    | Thomas Voeckler    | Bradley Wiggins       | Peter Sagan             | Thomas Voeckler              | Tejay van Garderen       | RadioShack-Nissan        | Thomas Voeckler          |
| 11    | Pierre Rolland     | Bradley Wiggins       | Peter Sagan             | Fredrik Kessiakoff           | Tejay van Garderen       | RadioShack-Nissan        | Pierre Rolland           |
| 12    | David Millar       | Bradley Wiggins       | Peter Sagan             | Fredrik Kessiakoff           | Tejay van Garderen       | RadioShack-Nissan        | Robert Kišerlovski       |
| 13    | André Greipel      | Bradley Wiggins       | Peter Sagan             | Fredrik Kessiakoff           | Tejay van Garderen       | RadioShack-Nissan        | Michael Mørkøv           |
| 14    | Luis León Sánchez  | Bradley Wiggins       | Peter Sagan             | Fredrik Kessiakoff           | Tejay van Garderen       | RadioShack-Nissan        | Peter Sagan              |
| 15    | Pierrick Fédrigo   | Bradley Wiggins       | Peter Sagan             | Fredrik Kessiakoff           | Tejay van Garderen       | RadioShack-Nissan        | Nicki Sørensen           |
| 16    | Thomas Voeckler    | Bradley Wiggins       | Peter Sagan             | Thomas Voeckler              | Tejay van Garderen       | RadioShack-Nissan        | Thomas Voeckler          |
| 17    | Alejandro Valverde | Bradley Wiggins       | Peter Sagan             | Thomas Voeckler              | Tejay van Garderen       | RadioShack-Nissan        | Alejandro Valverde       |
| 18    | Mark Cavendish     | Bradley Wiggins       | Peter Sagan             | Thomas Voeckler              | Tejay van Garderen       | RadioShack-Nissan        | Aleksandr Vinokúrov      |
| 19    | Bradley Wiggins    | Bradley Wiggins       | Peter Sagan             | Thomas Voeckler              | Tejay van Garderen       | RadioShack-Nissan        | No atorgat               |
| 20    | Mark Cavendish     | Bradley Wiggins       | Peter Sagan             | Thomas Voeckler              | Tejay van Garderen       | RadioShack-Nissan        | No atorgat               |
| Final | Final              | Bradley Wiggins       | Peter Sagan             | Thomas Voeckler              | Tejay van Garderen       | RadioShack-Nissan        | Chris Anker Sørensen     |